# Jirayu La-ongmanee
Jirayu La-ongmanee (tiếng Thái: จิรายุ ละอองมณี, phiên âm: Chi-ra-du La-ong-ma-ni, sinh ngày 29 tháng 10 năm 1995) còn có nghệ danh là Kao (เก้า), là một diễn viên và ca sĩ người Thái Lan.

## Tiểu sử
Jirayu lần đầu tiên tham gia diễn xuất trong một số phim truyền hình, trở nên nổi tiếng với vai Santi - một đứa trẻ khó tính. Sau đó, anh được mời thử một vai diễn điện ảnh trong bộ phim Vua Naresuan, trong đó anh đóng vai Boonthing. Jirayu đã tham gia vào các bộ phim truyền hình, quảng cáo và làm mẫu. Ngoài ra, Jirayu còn góp mặt trong vai trò ca sĩ với bài hát "Wi Na Tee Diew Tao Nan" (Chỉ một lần thứ hai) sau bài hát "Toom Yhu Nai Jai (acoustic version)" trong SuckSeed đã được đón nhận nồng nhiệt trước đó. Bài hát "Chỉ một lần thứ hai" đã đạt được 9.500.000 lượt xem trên Youtube.
Anh nổi tiếng sau khi đóng vai chính trong phim SuckSeed. Jirayu đoạt Daradaiy Giải Nam diễn viên xuất sắc nhất cho vai diễn của anh. Đã thu hút được sự chú ý của người hâm mộ khi đóng vai "Ped" trong SuckSeed, vào năm 2012 Jirayu trở lại diễn xuất cùng Nattasha Nauljam trong phim Mini "Just a Second". Và kế hoạch tiếp theo của anh là bộ phim hài lãng mạn Seven Something Film của đạo diễn Jira Maligool, Adisorn Trisirikasem và Paween Purikitpanya. Jirayu đóng vai chính phản diện Sutatta Udomsilp. Anh đoạt giải diễn viên phụ xuất sắc nhất cho phim Saraswati lần thứ 29.

## Phim tham gia

### Phim điện ảnh
| Phim                               | Năm  | Vai                    | Ghi chú |
| ---------------------------------- | ---- | ---------------------- | --- |
| Jan Bin (UFO)                      | 2005 |                        | |
| King Naresuan Part 1               | 2007 | Young Boonthing        | |
| King Naresuan Part 2               | 2007 | Young Boonthing        | |
| The Love of Siam                   | 2007 | Young Tong             | |
| Ma Mha 2                           | 2007 | Jher(Dog), voice only  | |
| BitterSweet BoydPod The Short Film | 2008 | Kao (Past.It's crazy)  | |
| Phobia 2                           | 2009 | Pey (segment "Novice") | - Nominated - Thailand National Film Association Awards for Best Actor - Won - Top Awards (TV Pool Magazine / Suan Dusit Poll) for Best Rising Actor (cinema) - Won - Starpics Awards (Starpics Magazine) for Best Supporting Actor |
| Love Julinsee                      | 2011 | Yok                    | |
| SuckSeed                           | 2011 | Ped                    | - Won - Daradaiy The GREAT Awards 2011 for Best Actor |
| Just A Second Mini Movie           | 2012 | Jirayu                 | |
| Seven Something                    | 2012 | Puanz Yokee            | - Nominated - 10th Kom Chad Luek Awards for Best Actor - Won - 29th Saraswati Royal Awards for Best Supporting Actor |
| Last Summer                        | 2013 | Singh                  | - Was voted by the public as one of the 100 Most Spicy Idols 2013 from magazines Spicy - Won - Saraswati award ceremony of the 29th branch of the Supporting Male                                                                   |
| Chiang Khan Story                  | 2014 | Tukkae Rak Pang Mak    | - Won - Thailand National Film Association Awards for Best Actor - Won - Kazz Award 2014 streak teen idol - Won - BIOSCOPE AWARDS for Actor of the Year                                                                             |
| Joe Hua Tang Mo                    | 2015 | Joe                    | |

### Phim truyền hình
| Phim                                            | Năm  | Vai                     | Kênh          |
| ----------------------------------------------- | ---- | ----------------------- | ------------- |
| Phin Prai                                       | 2001 | -                       | Channel 7     |
| Phee Khee Ngao                                  | 2003 | Little ghost "Han-Sa"   | Channel ITV   |
| Tep Sam Rue Doo                                 | 2003 | Young Phra Pi-roon      | Channel 7     |
| Duen Dued                                       | 2004 | Nam Yen                 | Channel 7     |
| Kru Whai Jai Rai                                | 2004 | Som-Chai                | Channel 3     |
| Puen Rak with Renante Reloza                    | 2005 | Phu-Chong               | Channel 3     |
| Fah Kra Jang Dao                                | 2005 | San-Ti                  | Channel 7     |
| Kaew Tah Pee                                    | 2006 | A-Maj                   | Channel 3     |
| Pheo Fai Nai Fan                                | 2006 | Young Ku-Lhab           | Channel 7     |
| Phik Tai Kub Bai Khao                           | 2008 | Young Bai-Khao          | Channel 3     |
| Kho Ma Had Sa Jan                               | 2008 | Pom                     | Channel 7     |
| Sood Tae Jai Ja Khwai Khwa                      | 2008 | Porn-Pood               | Channel 3     |
| Khae Roi Rak                                    | 2008 | Phien-Fah               | Channel 3     |
| Mae Kha Ka Nhom Waan                            | 2009 | Thong-Yhod              | Channel 3     |
| Butterfly and Flowers                           | 2010 | Hu Yan                  | ThaiPBS       |
| Khu Khaen Saen Rak                              | 2011 | Iaw                     | Channel 7     |
| Club Friday The Series 4                        | 2014 | Ter                     | GMM 25        |
| L. AOL life thinking positively                 | 2015 | Pan                     | True4u        |
| Fly To Fin                                      | 2015 | Cun                     | True4u        |
| Club Friday The Series 5                        | 2015 | Ter                     | GMM 25        |
| Club Friday To Be Continued                     | 2016 | Ter                     | GMM 25        |
| O-Negative                                      | 2016 | Art                     | GMM 25        |
| The Single Mother's                             | 2017 | Atsawin                 | Channel 3     |
| Lakhr khn                                       | 2017 | Khun Siwa               | GMM 25        |
| Club Friday Celeb's Stories: Returning          | 2017 | Wan Wirat               | GMM 25        |
| Khwam rak khrang sudthay                        | 2017 | Pat                     | GMM 25        |
| Love Books Love Series: The Seven Year Itch 7   | 2017 | Ram Bei                 | GMM 25        |
| Club Friday The Series 10: Ruk Rao Mai Tao Garn | 2018 | Tay                     | GMM 25        |
| Ngao                                            | 2018 | Isara                   | GMM 25        |
| Hoh Family                                      | 2019 | Moopa                   | WorkpointTV   |
| Daai Daeng                                      | 2019 | Poh Poh                 | Channel 3     |
| 6 scenes, Ecclesiastes                          | 2019 | Nine                    | WorkpointTV   |
| One Year 365 Wan Ban Chan Ban Tur               | 2019 | Poom                    | LINE TV       |
| Girl Next Room: Security Love                   | 2020 | Faigun Phuangmaha (Fai) | GMM 25        |
| Ban Sao Sod                                     | 2020 | Yordchai                | GMM 25        |
| The Debut                                       | 2021 | Ble                     | WETV          |
| Groovin' On                                     | 2021 | Alto                    | Pops Thailand |
| Tong Prakai Saed                                | 2022 |                         | One 31        |
| Khem Sorn Plai                                  | 2022 |                         | Channel 7     |
| Nang Nark Sapai Phra Khanoang                   | 2022 |                         | WorkpointTV   |

## Đại sứ thương hiệu
| Year      | Title                               | Note                            |
| --------- | ----------------------------------- | ------------------------------- |
| 2002-2003 | Toothpaste "Colgate"                | (Shoot in Singapore)            |
| 2002-2003 | Shampoo "Life Boy"                  | (Shoot and On air in Indonesia) |
| 2005      | Detergent "Breeze"                  | 2 TVC                           |
| 2008      | Ovaltine malt calcium               | -                               |
| 2010      | Pepsi Football 2010                 | -                               |
| 2010      | Wafer "Shiang Hai"                  | -                               |
| 2010      | Motorcycle "Yamaha Fino"            | -                               |
| 2011      | Powder "Babi Mild Sweety Pink"      | -                               |
| 2011      | Soybean milk "Mew"                  | -                               |
| 2011      | Pepsi Bodyslam vs. Suckseed         | -                               |
| 2012      | Powder "Babi Mild Sweety Pink Plus" |                                 |
| 2012      | CAT 009                             | -                               |
| 2012      | Wuttisak clinic                     | -                               |
| 2012      | Nokia Asha Smart Phone              | -                               |
| 2012      | Gambol Spider                       | -                               |
| 2013      | Pepsi minutes only                  | -                               |
| 2013      | FarmHouse Live Fresh Always         | Life freshness all around       |
| 2013      | FarmHouse Donut Cake                | -                               |
| 2014      | True wisdom planting                | -                               |
| 2014      | Adidas NEO                          | -                               |
| 2014      | NUVO tape                           | -                               |
| 2015      | Adidas NEO                          | -                               |
| 2015      | Products Flea Control Line          | -                               |
| 2015      | Oishi                               | -                               |
| 2016      | NUVO tape                           | -                               |
| 2016      | Tasto Fit                           | -                               |
| 2016      | Adidas Neo                          | -                               |

## Concerts
| Năm  | Chương trình                                           | Địa điểm                        |
| ---- | ------------------------------------------------------ | ------------------------------- |
| 2011 | Suckseed Day                                           | SF World Cinema Central World   |
| 2011 | Chick Mountain Music Festival                          | Training camps                  |
| 2011 | SUPERSTAR ON STAGE                                     | Impact Arena, Muang Thong Thani |
| 2012 | GTH FUN FACE                                           | SANTORINI PARK CHA-AM           |
| 2012 | GTH Day Play It Forward                                | Chulalongkorn Stadium           |
| 2015 | T-Pop Fest 2015 music festival in Thailand             | Ram Palace Petchaburi           |
| 2015 | STAR theque GTH concert 11 light-years away            | Impact Arena, Muang Thong Thani |
| 2016 | Guest at Hứa Ngụy Châu Concert "First Light" Asia Tour | Thunder Dome, Muang Thong Thani |

## Âm nhạc
- Deep in my heart (Acoustic) Ost. SuckSeed
- Just A Second
- But do not tell me much (Music Club Friday The Series one time in my memory... I do not).
- What better way to Ost. Last Summer
- I love the original (album Project Love Pill 2 by Fongbeer).
- SLEEPRUNWAY: Jirayu La-ongmanee x SLEEP RUNWAY BAND
- It changed everything: Jirayu La-ongmanee x SLEEP RUNWAY BAND
- Diary: Jirayu La-ongmanee x SLEEP RUNWAY BAND

## MV
- The man who killed me - Dome Pakorn Lum (OST.5 junction).
- Sugar Eyes - Sugar Buckeyes
- Up - Jida
- Wink - Orange Marine
- I do not like my friends - Orange Marine
- Deep in my heart - Big Ass (OST.SuckSeed).
- I like tonight - Frog Taxi
- Number two - Britney Sants Bhirombhakdi.
- I would not be afraid regrets - David Archuleta (OST. Seven Something).

## Giải thưởng
| Awards | Awards                                      | Awards                 | Awards                | Awards    |
| ------ | ------------------------------------------- | ---------------------- | --------------------- | --------- |
| Năm    | Giải                                        | Hạng mục               | Đề cử                 | Kết quả   |
| 2009   | Top Awards                                  | Male Rising Star       | Phobia 2              | Đoạt giải |
| 2009   | 19th Suphannahong National Film Awards      | Best Leading Actor     | Phobia 2              | Đề cử     |
| 2009   | Starpics Thai Film Awards                   | Best Leading Actor     | Phobia 2              | Đoạt giải |
| 2009   | 7th Komchatluek awards                      | Best Leading Actor     | Phobia 2              | Đề cử     |
| 2009   | 18th Entertainment Club Awards              | Best Leading Actor     | Phobia 2              | Đề cử     |
| 2010   | 8th Komchatluek awards                      | Best Leading Actor     | Butterfly and Flowers | Đoạt giải |
| 2010   | Young & Smart Vote Awards                   | Male Rising Star       | Butterfly and Flowers | Đoạt giải |
| 2011   | Dara Daily The Great Awards                 | Best Actor             | SuckSeed              | Đoạt giải |
| 2012   | Nine Entertain Awards                       | Song Of The Year       |                       | Đề cử     |
| 2012   | Phika-Made Awards                           | Role Model Of The Year |                       | Đoạt giải |
| 2012   | Entertainment Club awards                   | Song Of The Year       |                       | Đề cử     |
| 2012   | Thai Entertainment Press Association Awards | Best Supporting Actor  | 7 Something           | Đoạt giải |
| 2013   | Spicy Magazine                              | 100 Most Spicy Idols   |                       | Đoạt giải |
| 2013   | 23rd Suphannahong National Film Awards      | Best Leading Actor     | Last Summer           | Đề cử     |
| 2013   | 23rd Suphannahong National Film Awards      | Popular Volt           | Last Summer           | Đề cử     |
| 2013   | Chom Rom Vi Jarn Entertainment Awards       | Best Leading Actor     | Last Summer           | Đề cử     |
| 2014   | Kazz Awards                                 | Teen Choice            |                       | Đoạt giải |
| 2014   | Bioscope Awards                             | Actor Of The Year      | Chiang Khan Story     | Đoạt giải |
| 2014   | 12th Star Pics Thai Film Awards             | Best Leading Actor     | Chiang Khan Story     | Đoạt giải |
| 2014   | 24th Suphannahong National Film Awards      | Best Leading Actor     | Chiang Khan Story     | Đoạt giải |
| 2014   | Entertainment Club Awards                   | Best Leading Actor     | Chiang Khan Story     | Đoạt giải |
| 2014   | 12th Komchatluek awards                     | Best Leading Actor     | Chiang Khan Story     | Đoạt giải |